# Навир, Ахмад
Ахма́д Нави́р (нидерл./индон. Achmad Nawir; 1911—1995) — футболист, полузащитник, капитан сборной Голландской Ост-Индии на чемпионате мира 1938 года.

## Карьера

### Клубная
Выступал за клуб ХБС из города Сурабая.

### В сборной
Выступал за сборную Голландской Ост-Индии, был её капитаном на чемпионате мира 1938 года.

## Личная жизнь
С 1929 года обучался в Голландской Ост-Индской школе врачей, а в 1939 году официально стал врачом. Во время Японской оккупации Индонезии отправился на войну в составе медицинской бригады. После обретения независимости Индонезии Навир открыл клинику в Сурабае.